# Култура във Велико Търново
В района на Велико Търново се намират стотици архитектурно-културни паметници от античността, Средновековието, Възраждането и модернизма. Градът е пряк наследник на Старобългарската култура през неговия столичен период. 
В града се развива златната култура на Плиска и Преслав. Династиите от Втората българска държава също остават своя отпечатък в културния образ и надграждат българската култура. През периода на Османското владичество градът е повлиян силно от Ориента. Православната част от населението е била под влиянието на византийско-гръцката култура. Фолклорните мотиви в музикалното и танцовото изкуство са се запазили през вековете.

## Музика
В Средновековен Търновград православната църковна музика и средновековния български фолклор са основа на българската култура. В много от църковните песнопения, освен български, са включени и много гръцки трактати. По време на Османското владичество в музикално отношение навлизат много балкански мотиви. Ориенталската музика е част също през робството сред османците. Класическата музика в града навлиза през началото на XIX век. В града се внася първото пиано в България. През 1967 година век се създава духов оркестър. Борис Шопов е един от основателите и дългогодишните преподаватели на Детската музикална школа – Велико Търново.

### Опера и оперета
Към читалище „Надежда“ през 20-те години на XX век се създава оперна група. Една от първите представени оперни представления е операта „Камен и Цена“. През 70-те години на XX век започнват да се провеждат оперни представления на хълма Царевец.

## Изобразително изкуство
Творците от Търновската художествена школа оставят най-ярка диря от средновековното българско творчество. От тези дейци са изписани хиляди църкви и манастири по целия Балкански полуостров. Виден творец от периода на Възраждането е Борис Денев. Творци от новото време са Никола Дончев Тотев – основател на дружеството на Търновските художници, Ангел Каранешев, Иван Вълчанов, Асен Момчев, Ангел Ангелов, Благой Иванов, Вельо Митев, Георги Костов, Красимир Добрев – Доктора, Маргарита Пуева, Вельо Мите, з. х. Йордан Попов, Нестор Иванов, Деньо Чоканов. Видни скулптори творили в града са Ненко Марев, Кръстю Попкръстев, Панайот Димитров, Мл. Миладинов, Ст. Бояджиева.

## Кино
Първият филм в града е прожектиран от словака Юрий Кузмич, който инсталира кинематограф в магазина на Хараламби Пенков. През 1912 година в града се построява кино „Модерен театър“. Дотогава прожекции се провеждат в салона на читалище „Надежда“. В града се прожектира първият туристически филм. През 1945 година е построен киносалон към читалище „Искра“. През 1974 година е построена сградата на кино „Полтава“, което остава емблематично за града. Киното преустановява дейността си през 2010-а, а през 2019-а е разрушено.

## Фотография
В Търново фотографията започва да се популяризира през 20-те години на XX век. Найден Найденов през 1979 г. е отличен за фотограф – художник. Друг известен фотограф от града Трифон Капитанов.

## Музеи
- Регионален исторически музей (Велико Търново) съществува от 1879 година, като първоначалната му експозиция е представена в читалище „Надежда“. Тя представлява находки от античността и Средновековието. От 1954 година музеят се разширява значително, след като сменя няколко пъти местонахождението си. Към началото на 60-те години в музея се съхраняват 16 хил. археологични единици.
- Музей „Възраждане и Учредително събрание“ представя експозиции, свързани с периода на Възраждането. В експозициите са представени предмети и документи, свързани със 17 от практикуваните в града 22 занаята, икони и олтари, дело на творци от Тревненската и Дряновската живописни школи, униформи и оръжия от Априлското въстание и Освобождението на България.
- Музей „Нова и най-нова история“ представя документи и артефакти, свързани с Първото велико народно събрание, карти, документи, медали, ордени, униформи, свързани с водените войни от 1885 до 1944 г.
- Музей „Затвор“ – в него е направена възстановка на интериора на килиите и карцера – помещения, в които са лежали и измъчвани редица възрожденци и дейци.
- Музей „Сарафкина къща“ – в него са изложени експозиции, представящи българския бит през Средновековието и Възраждането.
- Къща музей „Петко Рачов Славейков“ – родната къща на поета
- Родната къща на Емилиян Станев
- Къщата на Кокона Анастасия (превърната в хотел)
- Консулските къщи
- Музей и картинна галерия на Хан Хаджи Николи.

## Галерии и изложбени зали
Регионална художествена галерия „Борис Денев“, открита през 1934 година. Редица културни изяви се провеждат и в Изложбени зали „Рафаел Михайлов“.

## Културни и неправителствени организации

### Фолклорни състави
- Детски танцов състав „Търновче“;
- Ансамбъл „Българче“;
- Фолклорен ансамбъл „Искра“;
- Туристически хор „Еделвайс“;
- Детски хор „Омайниче“;
- Смесен хор „Царевец“;
- Хор „Кантилена“;

### Оркестри и състави
- Фестивален военен духов оркестър при НВУ „Васил Левски“;
- Детско естрадно дружество „Омайниче“;
- Роял Дикси Бенд;
- Дамски камерен хор „Търновград“;
- Смесен хор „Кантилена“ при читалище „Искра“;
- Детско естрадно студио „Румина“;
- Танцова формация „Търновска царица“
- Великотърновски клуб „Традиция“;
- Женско благотворително дружество „Радост“;
- Женска община;
- Женско дружество „Милосърдие“;
- Славянско благотворително дружество;
- Комитет „Единство“
- Комитет „Асеневци“

### Организации
- ТърновоРънс - неправителствена организация, свързана с благотворителни каузи, природосъобразен начин на живот и културни прояви
- Руско вицеконсулство
- Център за междуетнически диалог и толерантност „Амалипе“
- Клуб „Приятели на Китай“
- Сдружение „Сребърна Янтра“
- Клуб „Памет търновска – памет българска“
- Български младежки Червен кръст

## Галерия изкуства
- Фрагмент с изображение на царица Мария Палеологина Кантакузин от стенописа на Георги Богданов във фоайето на РИМ
- Кухня във възрожденска къща, РИМ
- Всекидневна във възрожденска къща, РИМ
- Хан на хаджи Николи

## Бит
Много малко от средновековните търновски къщи са запазени до началото на X век. През Възраждането, Търново е повлиян от културата на Балкана. Именно част от населението в тази област е наследник на прослойки от Търновските управленски династии. Изделията от коприна и накитите от благородни метали, са част материалните блага на заможните търновски фамилии. Градът е бил съставен главно от занаятчии, търговци, работници, чиновници и духовници. Всяка отделна прослойка съществува със своя собствена характеристика.
Представителите на Табашкия еснаф са живеели по поречието на река Янтра в подножието на  Асенова махала. Техните къщи се характеризират като малки или средни по размер, изградени от керпич или тухли,с каменни основи. В тях са живеели едно или две, до три поколения. Подът е подкован с дъски и постлан с черга, характерна за региона.

## Традиционни празници
В историческа план в града са се празнували празници, свързани с езическата, християнската и мюсюлманската култура. Много традиционни старобългарски празници за забравени със смяната на поколенията. Към днешна дата в града се празнуват традиционни празници, свързани с християнската култура и езичеството. 

### Традиционни облекла и мода

#### Официални облекла
През периода на Второто българско царство облеклата на владетелите са се състояли от следните елементи: далматика/дивтасион, маниакион, лорос, багреница, зохус. Към тях се добавят акакия, корона и скиптър. Материята, от която са били изработени дрехите на царствените фамилии и на болярите, е от коприна, лен и памук. Според различни източници на цвят те са били основно червен или пурпурен. Често аристократичните костюми във Второто българско царство са обсипвани с бисери, скъпоценни камъни и везани със златна сърма. Дрехите на другите съсловия са от коноп, вълна или кожа.
През Възраждането само най-заможните и властимащи търновци са се обличали в дрехи, повлияни от западна Европа. След Освобождението на България от османско робство, в града усилено навлиза европейската култура в облеклата. Първото модно ревю се е провело в града, то е дело на Евдокия Антонова, дъщеря на Антон Зарков Златев, известен търговец на платове, лихвар и чифликчия. Из улиците, под запалените фарове на уличното осветление, по аристократичните улици, все повече се забелязват граждани с фракове и бомбета и техните съпруги с дълги рокли, кринолини, рюшове – вълнообразни /гофрирани/ украшения както и широки, с богати декорации „буфан“ ръкави. Търновските шивачи през началото на XX век са известни из цяла Северна България. Запознати с кроячеството са в Италия и Франция.

#### Традиционни носии и облекла
Традиционната женска търновска носия е била съставена от косичник – най-често бял (в някои случаи и с червени шарки), бяла риза с червени или червено-зелени шарки около ръкавите, черен сукман, черна престилка с няколко редуващи се реда шарки: зелени, жълти, червени, пафти – посребрени или позлатени, пендари. Мъжете най-често са били в бели ризи, с червени кройки и потури.